# Баишево (Аургазинский район)
Баи́шево (баш. Байыш) — деревня в Ибраевском сельсовете Аургазинского района Республики Башкортостан России.

## Население
| 2002 | 2009 | 2010 |
| ---- | ---- | ---- |
| 49   | ↘47  | ↗54  |

Согласно переписи 2002 года, преобладающие национальности — татары (69 %), тептяри (с родным татарским языком татарским) (31 %).

## Географическое положение
Расстояние до:
- районного центра (Толбазы): 11 км,
- центра сельсовета (Новофёдоровка): 5 км,
- ближайшей железнодорожной станции (Белое Озеро): 30 км.